# Opération Catapult
L'opération Catapult est une opération militaire de la Seconde Guerre mondiale visant à capturer ou neutraliser les bâtiments de guerre de la Marine française afin qu'ils ne tombent pas entre les mains du Reich. Elle fait suite aux négociations diplomatiques et discussions relatives aux termes de l'armistice que la France s'apprêtait alors à signer. 
Le commandement français, alors formé par Paul Reynaud, président du Conseil, ministre des Affaires étrangères et ministre de la Guerre, Philippe Pétain, vice-président du conseil des ministres, et François Darlan, chef d'état major de la Marine, tout en étant convaincu de l'effondrement britannique à venir, espèrent pouvoir fixer comme condition à l'armistice avec l'Allemagne le maintien de la flotte française dans des ports de la zone libre ou dans l'Empire colonial. 
Les Britanniques, convaincus que l'Allemagne se servira tôt ou tard de la flotte française pour renforcer la sienne, craignent que les Français ne soient doublés par un Hitler changeant. Elle a été déclenchée le 2 juillet 1940, par le Premier ministre britannique Winston Churchill. Elle visait à assurer aux Britanniques que les forces de haute mer françaises ne tombent pas aux mains des Allemands ou des Italiens. 
Son objectif, semble-t’il,  était donc de capturer ou de détruire les navires français où qu’ils soient basés.

## Contexte politique et militaire

### Le désastre de la bataille de France
En France, le mois de juin 1940 est marqué par plusieurs événements militaires majeurs : l' évacuation de Dunkerque, la défaite totale de l’armée française au terme de la bataille de France, sur tous les fronts, jusqu'à la Loire, et, s'ensuivant, l'armistice du 22 juin 1940. Tout au long de la bataille de France, la France avait tenté de rassurer les Britanniques quant à l'avenir de sa marine.

### Promesse et inaction française pour protéger la flotte
Le 11 juin à Briare, le chef de la marine française, l'amiral François Darlan, se joint aux discussions interalliées. Face à l'inquiétude de Churchill sur l'avenir de la flotte française —  flotte moderne et après la Royal Navy, la plus puissante d'Europe — il lui assure que jamais celle-ci ne tombera dans les mains allemandes. Cette promesse verbale arraché à Darlan ne satisfait pas les Britanniques, et malgré les télégrammes envoyés les semaines suivantes par les Anglais rien ne fut fait. Au procès Pétain en aout 1945, l'ancien ambassadeur Léon Noel confirme l'inaction française et déclare qu'entre le 17 juin 1940 et le 25 juin 1940 le Gouvernement Pétain ne prit aucune précaution réelle pour mettre à l'abri la flotte.
Le 14 juin 1940, l'amiral Darlan refuse d'envoyer la flotte de Toulon à Bordeaux, pour l'évacuation d'unités militaires constituées pour l'Afrique du Nord, malgré les instructions de Paul Reynaud, Président du Conseil et partisan d'une capitulation sans armistice, voulant inciter à continuer le combat. Dans le même temps, Paul Reynaud tente de persuader Maxime Weygand, qui dirige l'armée de terre, de faire capituler ce qui reste de l'armée en métropole et de transférer la flotte et l'aviation en Afrique du Nord pour continuer la guerre.
Le 16 juin, deux télégrammes du cabinet britannique adressés au président du Conseil Paul Reynaud, demandent à la France d'envoyer ses navires de guerre dans les ports britanniques, en attendant les négociations concernant l'armistice, ignorant ainsi les assurances verbales précédemment fournies par Darlan et pouvant laisser croire que les Français ne respecteraient pas leurs engagements. Paul Reynaud s'en offusqua, ce que Churchill comprit fort bien, puisqu'il ordonna de retirer les télégrammes dont le texte lui semblait gênant. Afin de rassurer les Britanniques, l'amiral Darlan adresse aussitôt à tous les commandants des bâtiments de guerre français un ordre où il précise :
- qu'aucun bâtiment français ne doit tomber aux mains des Allemands ou des Italiens si ceux-ci venaient à entrer en guerre ;
- si ceux-ci tentent de s'en emparer, les navires devront rallier les ports du Royaume-Uni ou des Antilles ou se saborder.

La démission de Paul Reynaud le 16 juin et son remplacement immédiat par le maréchal Pétain, pour demander un armistice au Reich devint donc inévitable en raison du refus de Weygand de faire capituler. Reynaud, le président de la République française Albert Lebrun et le président de la Chambre des députés Édouard Herriot pensent être encore en mesure de réaliser un ultime coup politique en laissant Pétain échouer dans ses négociations avec Hitler, pour revenir au pouvoir en fin de semaine.

### L'arrivée de Pétain aux commandes
Le 17 juin, Pétain appelle cependant les forces françaises à cesser le combat. Le 18 juin, à Bordeaux, le maréchal Pétain et l'amiral Darlan tombent d'accord sur le fait de refuser tout accord d'armistice si les Allemands venaient à réclamer la flotte française. La France, pour montrer sa bonne foi aux Britanniques, ordonne qu'on envoie dans les ports d'outre-mer, Mers el-Kébir, Casablanca et Dakar, quatre-vingts bâtiments dont le cuirassé tout neuf Richelieu, le cuirassé Jean Bart, qui n'est pas terminé, les croiseurs de bataille Strasbourg et Dunkerque. Tandis qu'à Cherbourg (Cherbourg-Octeville en 2000, puis Cherbourg-en-Cotentin en 2016) , Brest, Lorient, Saint-Nazaire, dans tous les ports de guerre de la façade atlantique, une centaine de bâtiments hors d'âge, en construction ou incapables d'appareiller, se sabordent.
Le 18 juin 1940, Darlan refuse dans un premier temps l'appel à cesser le combat diffusé la veille par Pétain. La marine entend dans ce premier temps poursuivre la guerre. Ce refus de capituler permet notamment à trois navires de quitter Brest avec 1 100 tonnes d'or de la Banque de France, qui furent mis en sécurité au Sénégal, ce qui achève l'évacuation de l'or de la Banque de France. Une fois la défaite consommée, il soutient finalement la demande d'armistice.

### L'armistice
Enfin les 21 et 22 juin, l'armistice est signé dans la clairière de Rethondes. À la suite du refus de la France d'envoyer ses navires au Royaume-Uni, en cas d'armistice, les relations entre Français et Britanniques se dégradent comme en témoigne le départ de l'ambassadeur britannique dans la nuit du 22 au 23 juin.
À la lecture des conditions d'armistice, les Britanniques pensent que la flotte française sera sous le contrôle des Allemands puisque la plupart des ports militaires se trouvent en zone occupée. Pourtant, contre toute attente, Hitler ne réclame pas immédiatement la flotte française et demande qu'elle soit seulement immobilisée et démilitarisée dans ses ports. De plus, Darlan garantit aux Britanniques que la flotte se sabordera en cas de changement d'attitude de la part des Allemands. Mais Darlan pense alors que les Britanniques vont subir le même sort que la France et interdit aux navires français de rejoindre une force étrangère, qu'il s'agisse de l'Allemagne ou du Royaume-Uni.
L'armistice impliquait d'être délié de l'engagement interallié, qui prévoyait qu’aucune paix séparée n’était possible sans l’accord de l’autre partie. Winston Churchill fait savoir à plusieurs reprises, d'abord à Reynaud et plus tard au gouvernement Pétain, qu’il comprend la position difficile dans laquelle se trouve la France et qu’il peut admettre que la France soit déliée de ses engagements en concluant un armistice séparé, mais à condition que la flotte française ne puisse jamais tomber dans les mains de l’ennemi, ce qui suppose ou bien que la flotte française se saborde, ou bien qu’elle rallie les positions britanniques ou américaines. En choisissant de se réfugier en Afrique du Nord jusqu’au mois de juin, la flotte élude les options présentées par Churchill et prend, aux yeux des Britanniques, le risque d’être engagée contre eux (ce qui arriva effectivement lors des combats de Dakar, au Gabon, en Syrie, à Madagascar et en Afrique du Nord lors du débarquement des Alliés).

### Réaction britannique
L’ambassadeur britannique ne prend connaissance de la clause de l’armistice exigeant que les navires français soient désarmés dans leur port d’attache sous contrôle allemand et italien qu’après sa signature (les navires devaient rejoindre leur base navale habituelle en temps de paix). Comme le confirme l’historien Max Lagarrigue (en) : « […] Trois ports militaires de la marine française sont en zone d’occupation : Cherbourg, Brest et Lorient, donc à la merci d’un coup de force de la Wehrmacht. Seul Toulon est en zone non occupée. Dans l’état actuel de ses forces, l’Angleterre ne peut prendre le risque de ne pas demeurer la première puissance navale du monde. » Cette clause inquiète évidemment les Britanniques, qui n’avaient pas été informés qu'en réalité, les installations portuaires de l’Atlantique et de la Manche avaient été sabotées par les marins français, avant l’arrivée des troupes allemandes et que l’amiral de la flotte, Darlan, avait donné l’ordre à tous ses états-majors, le 24 juin 1940, de saborder leurs bâtiments si les Allemands essayaient de s’en emparer,. Darlan ajouta même que s’il devait donner plus tard un ordre contraire sous la contrainte, il ne faudrait pas en tenir compte et que seul l’ordre de sabordage devrait être considéré. Malgré ses déclarations, Darlan signa un an plus tard des accords qui engagent la France à livrer du matériel militaire à l’Allemagne sous la protection de la marine française.
Face au risque de la flotte française, la deuxième plus puissante d'Europe, tombe effectivement dans les mains du Reich alors que le Royaume-Uni se retrouve parfaitement isolé face aux forces de l'Axe, Churchill et l'amiral Dudley Pound décident de mettre en place l'Opération Catapult le 27 juin. L'ordre est donné de se saisir de la flotte française ou de la neutraliser dans tous les ports de guerre et en particulier à Mers el-Kébir. Cette opération est loin de susciter l'adhésion des amiraux et des marins britanniques, qui y voient un coup fratricide.

## Les différentes phases de l'opération

### Dans les ports du Royaume-Uni

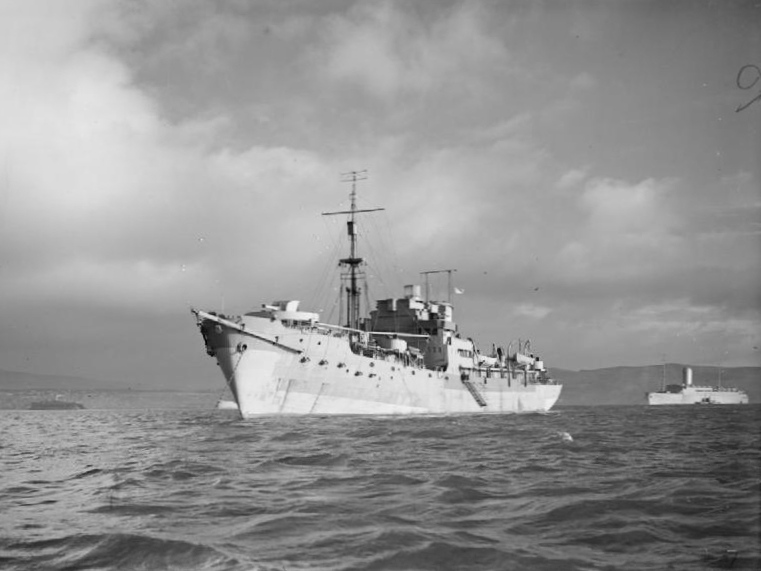
L'HMS Largs, le 7 janvier 1942, dans la rade Greenock. Le Charles Plumier est un cargo bananier français, capturé par le destroyer le 22 novembre 1940 à Gibraltar.

Le 2 juillet 1940, l'opération Catapult est lancée. Dès le lendemain à l'aube, dans les ports britanniques de Plymouth et Portsmouth, les officiers britanniques ont tendu un guet-apens aux Français qu'ils côtoient, en les invitant à boire à un pot amical sur leurs bâtiments, afin de s'emparer plus facilement de leurs navires.
Dans le port de Portsmouth, le cuirassé Courbet, est saisi.
Dans le port de Plymouth, les bâtiments suivants sont saisis le 3 juillet avant l'aube :
- Le cuirassé Paris de 22 000 tonnes ;
- Le contre-torpilleurs de 2 800 tonnes Le Triomphant ;
- le torpilleur de 1 500 tonnes Mistral ;
- le croiseur sous-marin Surcouf (le plus grand sous-marin du monde à l'époque) ;
- le cargo Poulmic.

Au total, deux contre-torpilleurs, sept torpilleurs, quatre sous-marins, dix avisos et plus d'une centaine de bateaux de tous types sont saisis par la ruse ou la force par les Britanniques.
La capture de navires français a aussi lieu dans le port méditerranéen de Gibraltar.

### La bataille de Mers el-Kébir
Le 3 juillet, une escadre britannique aux ordres de l'amiral Somerville se présente devant la base navale Mers el-Kébir, dans le golfe d'Oran, avec pour mission d'escorter l'escadre française au Royaume-Uni, de la conduire sous contrôle britannique aux Antilles ou aux États-Unis, sinon elle devra se saborder ou combattre. Le vice-amiral d'escadre Gensoul qui commande l'escadre française n'acceptera aucun terme de l'ultimatum et se résoudra à combattre.
L’amiral Somerville adresse au vice-amiral d'escadre Marcel Gensoul un ultimatum, lui disant de rejoindre la flotte britannique afin d'éloigner les navires français de la Méditerranée, où ils le souhaiteraient (aux États-Unis par exemple), les mettant ainsi hors de portée de l'ennemi, ou bien de les saborder, avec un délai de six heures pour commencer à s'exécuter. Cet ultimatum revenait à exiger de la France qu'elle honore ses engagements vis-à-vis du Royaume-Uni, contractés le 28 mars 1940, ce qui aurait rompu les termes de l'armistice avec l'Allemagne qui venait d'être signé pour suspendre les combats entre la France et l'Allemagne. Gensoul ne se considérait pas en position de pouvoir prendre une telle décision, qui allait possiblement à l'encontre des termes de l'Armistice.

Selon les marins français rescapés, il semblerait que l'intention de Gensoul était de saborder (ou au moins de saboter son escadre française pour la rendre inutilisable) et qu'il en aurait fait part à Somerville. Dans le courant de l'après-midi, un compromis était sur le point d'être trouvé, après que Somerville eut prolongé son délai. Mais l'un des adjoints de Darlan, le vice-amiral d'escadre Maurice Le Luc, aurait fait savoir par radio à Gensoul que les escadres françaises de Toulon et d'Alger se portaient à son secours. Les Britanniques auraient capté ce message et Londres, craignant de perdre des navires dans l'opération, ordonna alors à Somerville d'ouvrir le feu.

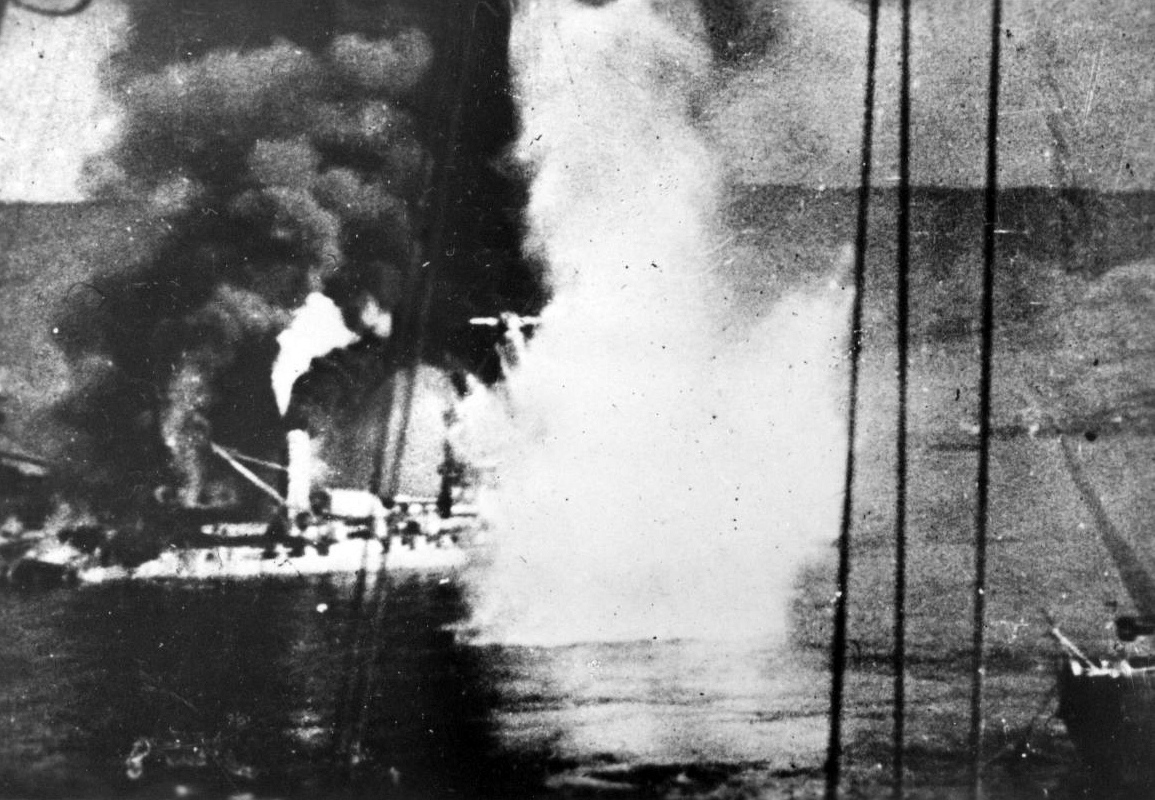
Le cuirassé en feu quelques minutes avant son explosion.

Vers 17h, les britanniques ouvrent le feu sur les bâtiments français très mal placés pour se défendre. Dès le début des tirs, plusieurs bâtiments sont touchés. Le croiseur de bataille Dunkerque, le cuirassé Provence et le contre-torpilleur Mogador sont mis hors de combat. Le cuirassé Bretagne explose et chavire en faisant près d'un millier de morts. Vingt minutes après le début des hostilités, le vice-amiral d'escadre Gensoul fait savoir qu'il a ordonné de cesser le feu. Seul le croiseur de bataille Strasbourg est parvenu à s'échapper, escorté par cinq contre-torpilleurs.
Trois jours plus tard, le 6 juillet, des bombardiers torpilleurs Swordfish du porte-avions HMS Ark Royal reviennent attaquer le Dunkerque, qu'ils endommagent gravement.

### L'accord d'Alexandrie
Les choses se passent d'une manière moins dramatique à Alexandrie en Égypte. Le 4 juillet, l'amiral britannique Cunningham vient trouver l'amiral Godfroy commandant la Force X française pour lui signifier qu'il a reçu l'ordre de saisir l'escadre française stationnée à Alexandrie. Les deux amiraux se connaissent et s'apprécient, aussi l'amiral Cunningham prend-il sur lui de proposer un gentlemen's agreement afin d'éviter que les deux flottes aient à s'affronter dans un combat à bout portant, entre navires au mouillage dans le même port. Selon cet accord, les Français doivent débarquer leur mazout, les obturateurs d'artillerie, les pointes percutantes des torpilles et une partie des équipages. L'amiral Godfroy accepte, permettant d'éviter un combat fratricide au cuirassé Lorraine, aux croiseurs Duquesne, Tourville, Suffren et Duguay-Trouin, ainsi qu'aux torpilleurs Forbin, Fortuné et Basque et au sous-marin Persée. Ces navires seront modernisés en Afrique du Nord et reprendront la lutte aux côtés des Alliés avec leurs équipages en juillet 1943.

### L'attaque de Dakar
Le 8 juillet, Dakar est le théâtre d’une attaque britannique. Se trouve là le Richelieu, le plus moderne des cuirassés de la flotte déplaçant 35 000 tonnes. Il se trouve à quai quand il est attaqué par des avions torpilleurs Swordfish du porte-avions britannique HMS Hermes. Cette attaque rend inutilisable l'une de ses quatre lignes d'arbre et déforme la coque. Il est mis à l'abri, mouillé dans le port, où il subira, fin septembre, une nouvelle attaque dans le cadre de l'opération Menace.

### Attaque annulée aux Antilles
En juin 1940, une partie de la flotte française avait mis le cap sur les Antilles. Le croiseur-école Jeanne-d'Arc, le porte-avions Béarn (avec à son bord 107 avions), mais aussi l’Émile-Bertin, l’un des croiseurs les plus rapides au monde, ayant participé à l'évacuation de l'or de la Banque de France, mouillent devant Pointe-à-Pitre et Fort-de-France. Les trois navires sont désarmés du 25 juin 1940 à juin 1943. Ils échappent de peu à une attaque le 3 juillet 1940, quand l’ordre donné par l’Amirauté britannique de couler les bâtiments français fut annulé par l’intervention personnelle in extremis du président des États-Unis Franklin D. Roosevelt. Leur présence et celle de l’or de la banque de France entraînent le blocus total par les navires anglais et américains de l'île de la Martinique, manquant de tout. L’Émile-Bertin reste au mouillage en 1941 et 1942. Le 16 mai 1942, il commence à être désarmé sous la pression des États-Unis.

## Le bilan

### Côté navires
Le cuirassé Bretagne est coulé.
Le croiseur de bataille Dunkerque, le cuirassé Provence et le contre-torpilleurs Mogador sont mis hors de combat à Mers el-Kébir.
Atteint par une torpille dans une hélice, le Richelieu est immobilisé à Dakar.
Les bâtiments réfugiés à Portsmouth, Plymouth, Falmouth et Alexandrie sont saisis par la marine britannique.

### Côté humain
Un millier de morts sur la Bretagne, plus de 200 sur le Dunkerque et des dizaines sur d'autres bâtiments.

## Les conséquences

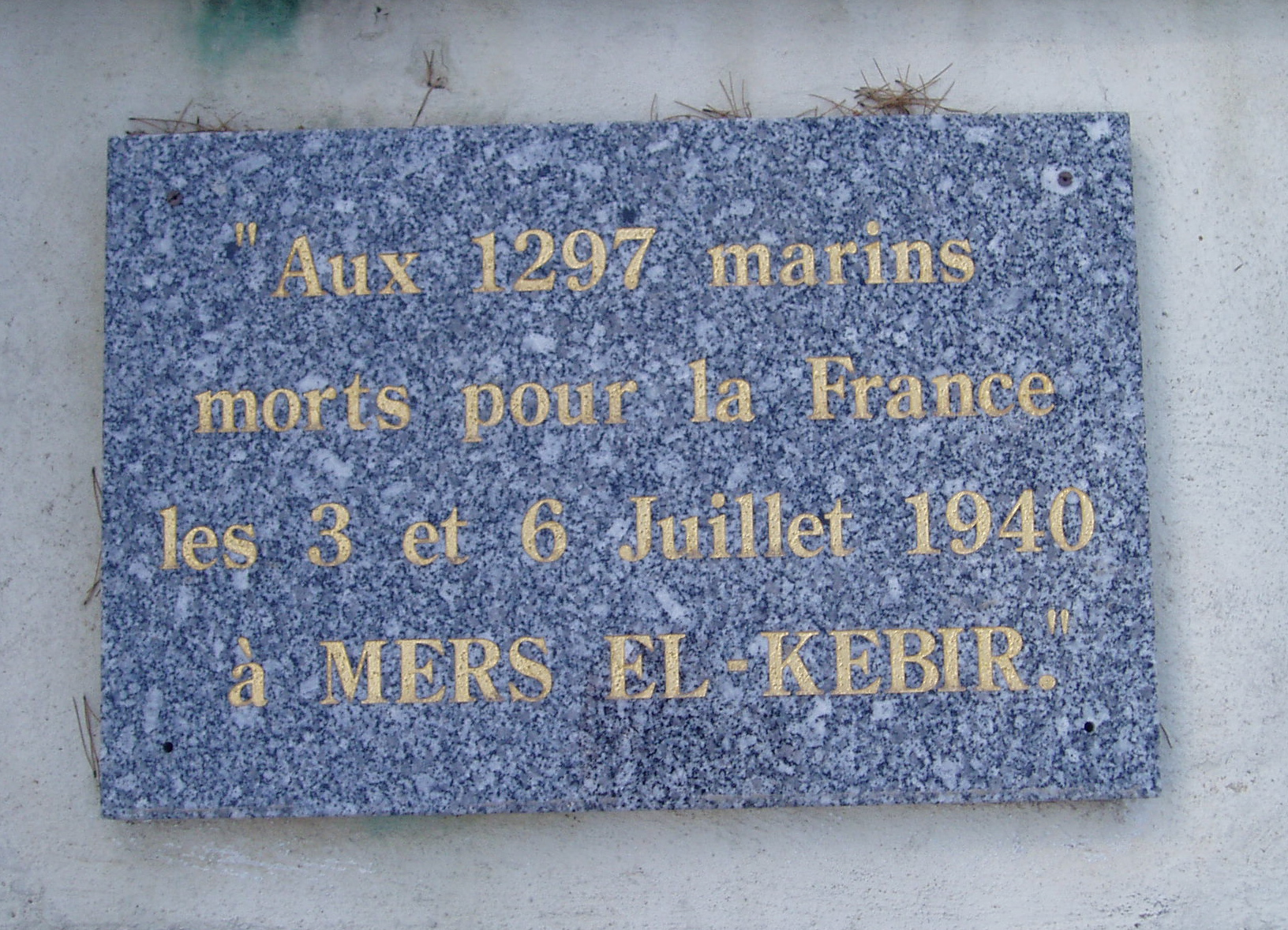
Plaque commémorative aux morts pour la France durant l'opération Catapult.

Cette opération eut pour conséquence de ranimer en France le sentiment anti-britannique et on prétend qu'elle ralentit considérablement le faible flux de volontaires qui venaient se joindre à la France libre, après l'appel du général de Gaulle. Cela aurait rendu aussi plus difficile le ralliement des parties africaines de l'Empire colonial français, comme le montrerait le résultat de l'opération Menace, le 23 septembre 1940. Pourtant toute l'Afrique-Équatoriale française à part le Gabon, se rallia à la France libre après cette date et les statistiques montrent que les engagements ne commenceront à décroître qu'en septembre 1940.
Paul Baudouin, le ministre des Affaires étrangères, eut une réaction moins personnelle mais rompit les relations diplomatiques avec le Royaume-Uni. Quant à Laval, l'opération Catapult lui permit de justifier la politique de collaboration, lors de la rencontre de Montoire.
De fait, et à part les Forces navales françaises libres, la Marine française ne prit pas part au combat contre les forces de l'Axe avant 1943. Au contraire, elle dut se défendre contre les Alliés à plusieurs reprises, notamment en Syrie, à Madagascar et lors du débarquement en Afrique du Nord.